# Țiriac Imobiliare
Țiriac Imobiliare este o companie de imobiliare din România care și-a început activitatea în anul 1994, odată cu înființarea Fergus Construct International, prima firmă imobiliară a grupului Țiriac Holdings.
În anul 2008, compania a anunțat că va plasa între 500 milioane euro și un miliard de euro în dezvoltarea unui proiect imobiliar mixt pe locul fostului magazin Metro Otopeni, lângă Aeroportul Henri Coandă, pe o suprafață de 88 de hectare.
Compania Țiriac Imobiliare, în parteneriat cu dezvoltatorul german LBBW Immobilien, a inițiat un proiect rezidențial în valoare de 80 de milioane de euro în centrul Clujului, pe terenul fostei fabrici de confecții Flacăra.